# Luiz Carlos Braga (jornalista)
Luiz Carlos da Silveira Braga (Rio de Janeiro, 2 de agosto de 1961) é um jornalista brasileiro.

## Carreira
Começou a Trabalhar na Rede Globo em 1981, por meio de concursos de estágios de Comunicação social.
No ano seguinte foi transferido para a TV Globo Minas, onde foi repórter dos Telejornais locais.
Em 1985, passou a integrar a equipe dos telejornais da rede carioca, sendo repórter do Jornal Hoje e no mesmo ano, repórter do Jornal Nacional.
Foi transferido para Brasília, passou a trabalhar como repórter do Jornal Nacional onde cobriu a CPI do Orçamento, com a posse do então presidente Itamar Franco passou a ser correspondente da Globo no Palácio do Planalto.
No final do governo Itamar assumiu a chefia do Bom Dia Brasil, na época transmitido nos estúdios da TV Globo Brasília, ficou no cargo até a transferência para o Rio de Janeiro em 1996, depois disso assumiu a equipe do Fantástico na capital federal.
No ano seguinte, foi convidado para assumir a editoria e a apresentação do DFTV, logo depois passou a coordenar todos os telejornais locais da emissora.
A partir de 1999, Braga passou ser editor-chefe e apresentador do DFTV 2ª Edição durante nove anos, em 2007, ganhou o Prêmio Engenho de Jornalismo, como melhor apresentador de televisão.

### Sua saída da Globo
Em 20 de outubro de 2008, saiu da Globo DF

### Ida para a RecordTV
Em novembro de 2008 a RecordTV anuncia a contratação do jornalista.
Em 23 de março de 2009, passou a apresentar o DF Record telejornal local da RecordTV Brasília ao lado de outra jornalista que também saiu da Globo em 2005, Tatiana Flores.
Em 2007 (ainda na Globo), 2009 e 2016 ganhou o Prêmio Engenho de Jornalismo, como melhor apresentador de televisão.

### Saída da RecordTV
Em abril de 2020, RecordTV anunciou sua demissão da emissora após 12 anos.

### Ida paraTV Brasil
Após fazer uma rápida participação como comentarista convidado na CNN Brasil em maio o apresentador foi contratado em outubro pela TV Brasil onde em novembro estreia como apresentador do Repórter Brasil Tarde,apresentado no Rio de Janeiro.

## Filmografia
| Ano       | Nome            | Função               | Emissora          |
| --------- | --------------- | -------------------- | ----------------- |
| 1982-1985 | MGTV            | Repórter             | TV Globo Minas    |
| 1985-1992 | Jornal Nacional | Repórter em Minas    | TV Globo          |
| 1992-1994 | Jornal Nacional | Repórter em Brasília | TV Globo          |
| 1994-1996 | Bom Dia Brasil  | Apresentador         | TV Globo          |
| 1996-1999 | Bom Dia DF      | Apresentador         | TV Globo Brasília |
| 1999-2008 | DFTV            | Apresentador         | TV Globo Brasília |
| 2008-2020 | DF Record       | Apresentador         | Record Brasília   |
| 2020-2023 | Repórter Brasil | Apresentador         | TV Brasil         |